# Salvador Hidalgo Oliva

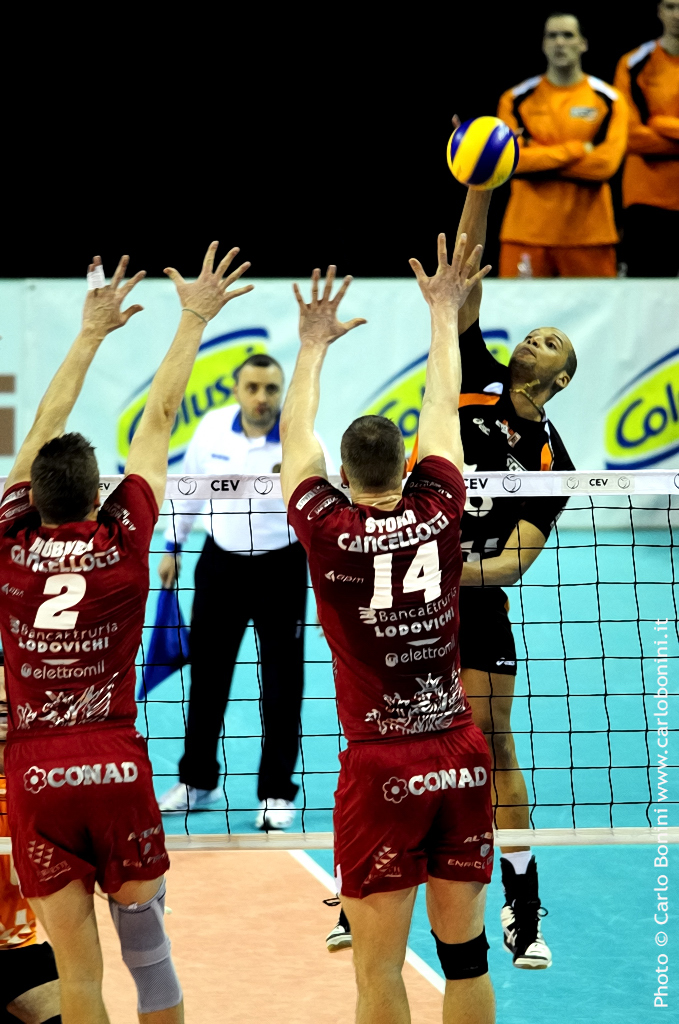
Salvador Hidalgo Oliva podczas ataku z lewego skrzydła przeciwko drużynie RPA-LuigiBacchi.it Perugia w półfinale Pucharu Challenge 2010

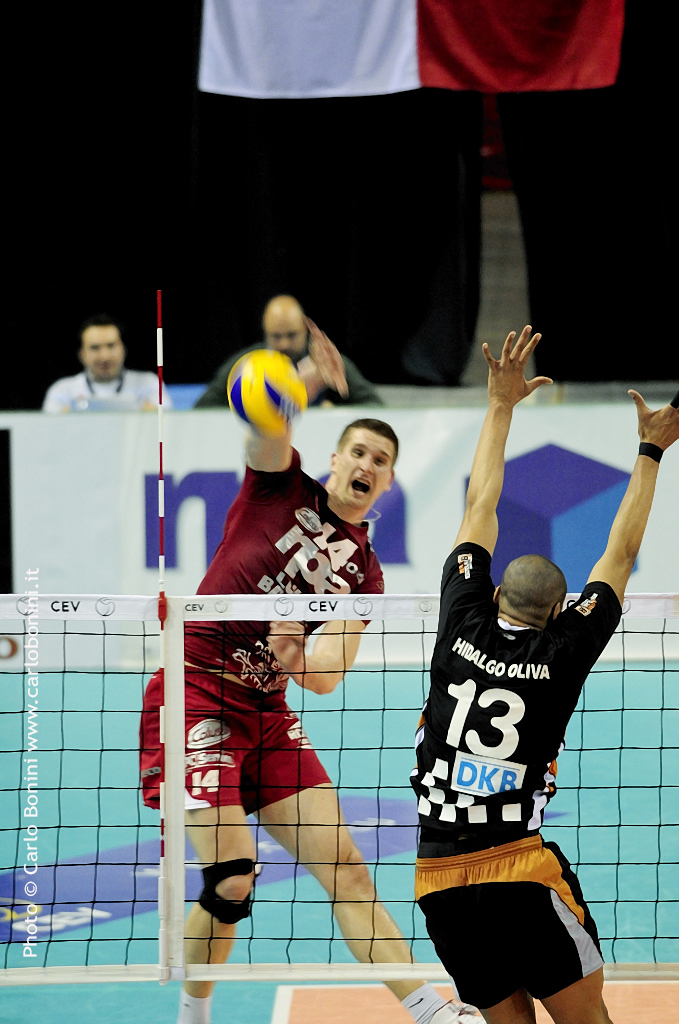
Salvador Hidalgo Oliva z numerem 13 na koszulce w barwach SCC Berlin próbuje blokować atak Jana Štokra zawodnika RPA-LuigiBacchi.it Perugia w półfinale Pucharu Challenge 2010

Salvador Hidalgo Oliva (ur. 27 grudnia 1985 w Leningradzie) – kubański siatkarz, występujący na pozycji przyjmującego. Karierę sportową rozpoczął w 1996 roku. W latach 2016–2019 występował w PlusLidze, w drużynie Jastrzębskiego Węgla. 
24 stycznia 2020 roku urodziła mu się córeczka, której dano imię Mia Magdalena.

## Przebieg kariery
| Lata                      | Klub                          |
| ------------------------- | ----------------------------- |
| 2007–2009                 | Netzhoppers KW                |
| 2009                      | Bouchrieh                     |
| 2009–2010                 | SCC Berlin                    |
| 2010                      | Al-Arabi Ad-Dauha             |
| 2010–2011                 | SCC Berlin                    |
| 2011–2012                 | Galatasaray Stambuł           |
| 2012–2013                 | Beijing Baic Motors           |
| 2013–2014                 | Jugra-Samotłor Niżniewartowsk |
| 2014–2015                 | Ar-Rajjan SC                  |
| 2015                      | Al-Nasr Dubaj                 |
| 2015–2016                 | Tianjin Volleyball            |
| 2016                      | Al-Ahli Dżudda                |
| 2016–2019 (do 15.01.2019) | Jastrzębski Węgiel            |
| 2017                      | Al-Arabi Ad-Dauha             |
| 2019–2022 (od 21.01.2019) | Fenerbahçe Stambuł            |
| 2022–                     | Olympiakos Pireus             |

## Sukcesy klubowe
Liga libańska:
- 2009

Puchar Challenge:
- 2023[3]
- 2010

Klubowe Mistrzostwa Azji:
- 2010, 2012, 2014
- 2017

Liga niemiecka:
- 2011

Liga chińska:
- 2013

Liga polska:
- 2017

Puchar Turcji:
- 2019

Liga turecka:
- 2019
- 2021
- 2022[4]

Superpuchar Turcji:
- 2020

Liga grecka:
- 2023[5], 2024[6]

Puchar Grecji:
- 2024[7]

## Nagrody indywidualne
- 2010: Najlepszy punktujący turnieju finałowego Pucharu Challenge[8]
- 2010: Najlepszy zagrywający Klubowych Mistrzostw Azji
- 2012: MVP i najlepszy zagrywający Klubowych Mistrzostw Azji
- 2019: MVP turnieju finałowego Pucharu Turcji
- 2020: MVP Superpucharu Turcji